# Bozkov

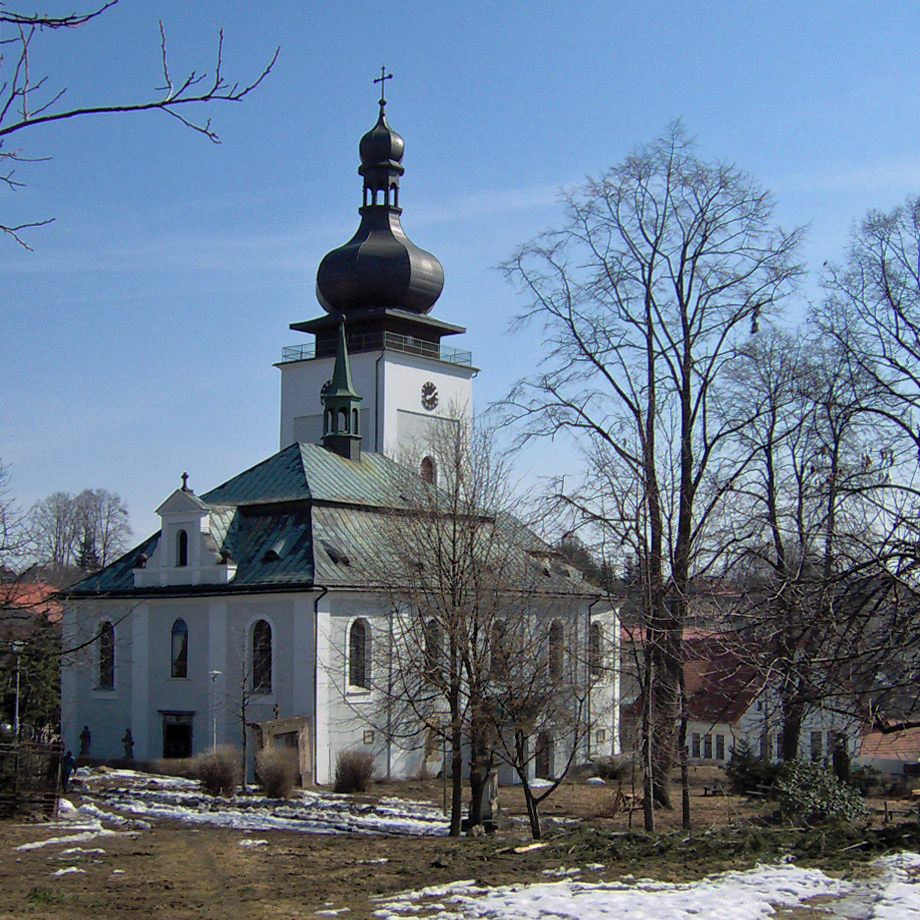
Marienkirche

Bozkov (deutsch: Boskau) ist eine Gemeinde im Okres Semily, Liberecký kraj in Tschechien. 2019 lebten 580 Einwohner in der Gemeinde.

## Geschichte
Der Ort wurde 1352 erstmals urkundlich erwähnt.

## Gemeindegliederung
Für die Gemeinde Bozkov sind keine Ortsteile ausgewiesen. Grundsiedlungseinheiten sind Bozkov (Boskau) und Dolní Bozkov (Unterboskau).

## Sehenswürdigkeiten
- Dolomithöhlen von Bozkov (nationales Naturdenkmal), mit größtem unterirdischem See in Tschechien
- Wallfahrtskirche Mariä Heimsuchung (Kostel Navštívení Panny Marie) – Barockbau von 1690 bis 1693